# Тренчард-Смит, Брайан
Брайан Тренчард-Смит (англ. Brian Trenchard-Smith, род. 1946) — британо-австралийский кинорежиссёр, сценарист, актёр и кинопродюсер. Стал известен благодаря своим фильмам снятым в Австралии в 70-х — 80-х годах в жанрах ужасы и экшен.

## Биография
Брайан Тренчард-Смит родился в Великобритании в 1946 году в семье старшего офицера королевских ВВС. Некоторое время жил в Ливии, где служил его отец. Свой первый 2-минутный фильм снял в возрасте 15-и лет на 8-мм плёнку. Учился в Веллингтонском колледже, во время учёбы по заданию снял о нём фильм. После учёбы работал помощником оператора и помощником редактора в британском отделении французского новостного телеканала. Затем перебрался в Австралию на родину отца. Работал там на телеканалах Channel Ten и Channel 9. В 1968 году Брайан вернулся в Лондон, где создавал трейлеры для художественных фильмов для National Screen Service. В 1970 году вернулся в Австралию на 9 канал, где работал над документальными фильмами.
В 1973 году в разгар моды на кунг-фу Брайан Тренчард-Смит отправился в Гонконг делать документальный фильм про Брюса Ли. Ли неожиданно для всех умер, как раз в день прилёта Тренчарда-Смита. Тем не менее работа над фильмом не прекратилась. Во время работы над ним Тренчард-Смит познакомился с кинопродюсером Рэймондом Чоу, который помог Брайану с производством его первого художественного фильма «Человек из Гонконга» (1975). Этим фильмом Брайан Тренчард-Смит заявил о себе в мире как кинорежиссёр. В его первом фильме приняли участие Джимми Ван и агент 007 Джордж Лэзенби.
В последующие годы снимал фильмы в жанрах ужасы и экшен. Обычно его фильмы подвергались критике со стороны киносообщества. Хотя некоторые из них со временем стали культовыми, например «Охота на индюшек» (1982) или «Бандиты на велосипедах» (1983), который сделал популярной Николь Кидман. Брайан Тренчард-Смит любимый австралийский режиссёр Квентина Тарантино. Когда Тарантино приезжал в Австралию представлять первую часть своего фильма «Убить Билла», он посвятил его именно Тренчарду-Смиту, чем озадачил австралийскую кинообщественность, поскольку Тренчард-Смит считается режиссёром низкопробных фильмов.

## Избранная фильмография
- 1975 — Человек из Гонконга / The Man from Hong Kong
- 1976 — Обманувшие смерть / Deathcheaters
- 1978 — Каскадёрский рок / Stunt Rock
- 1982 — Охота на индюшек / Turkey Shoot
- 1983 — Бандиты на велосипедах / BMX Bandits
- 1985 — Отвязные каникулы / Frog Dreaming
- 1986 — Кинотюрьма будущего / Dead End Drive-In
- 1988 — На связи с убийцей / Out of the Body
- 1988 — День пантеры / Day of the Panther
- 1989 — Удар пантеры / Strike of the Panther
- 1989 — Осада базы «Глория» / The Siege of Firebase Gloria
- 1994 — Ночь демонов 2 / Night of the Demons 2
- 1995 — Сахара / Sahara (ТВ)
- 1995 — Лепрекон 3: Приключения в Лас-Вегасе / Leprechaun 3
- 1998 — Лепрекон 4: В космосе / Leprechaun 4: In Space
- 2000 — Британик / Britannic (ТВ)
- 2001 — Вечная битва / Megiddo: The Omega Code 2
- 2006 — Самолет президента 2 / In Her Line of Fire
- 2010 — Буря в Арктике / Arctic Blast
- 2013 — Обман / Absolute Deception
- 2014 — Бешеные гонки / Drive Hard